# دهستان قره‌پشتلو پایین
قره پشتلو پایین، دهستانی است از توابع بخش قره‌پشتلو شهرستان زنجان در استان زنجان ایران.

## جمعیت
براساس سرشماری سال ۱۳۸۵ جمعیت آن ۳٬۲۳۸ نفر (۶۸۴ خانوار) بوده‌است.